# Osyris compressa
Osyris compressa, es una especie de planta parásita perteneciente a la familia de las santaláceas. Se encuentra en Sudáfrica. Hasta hace poco tiempo, su nombre binomial era  Colpoon compressum, dentro del género Colpoon ahora incluido en Osyris según los recientes estudios del DNA.

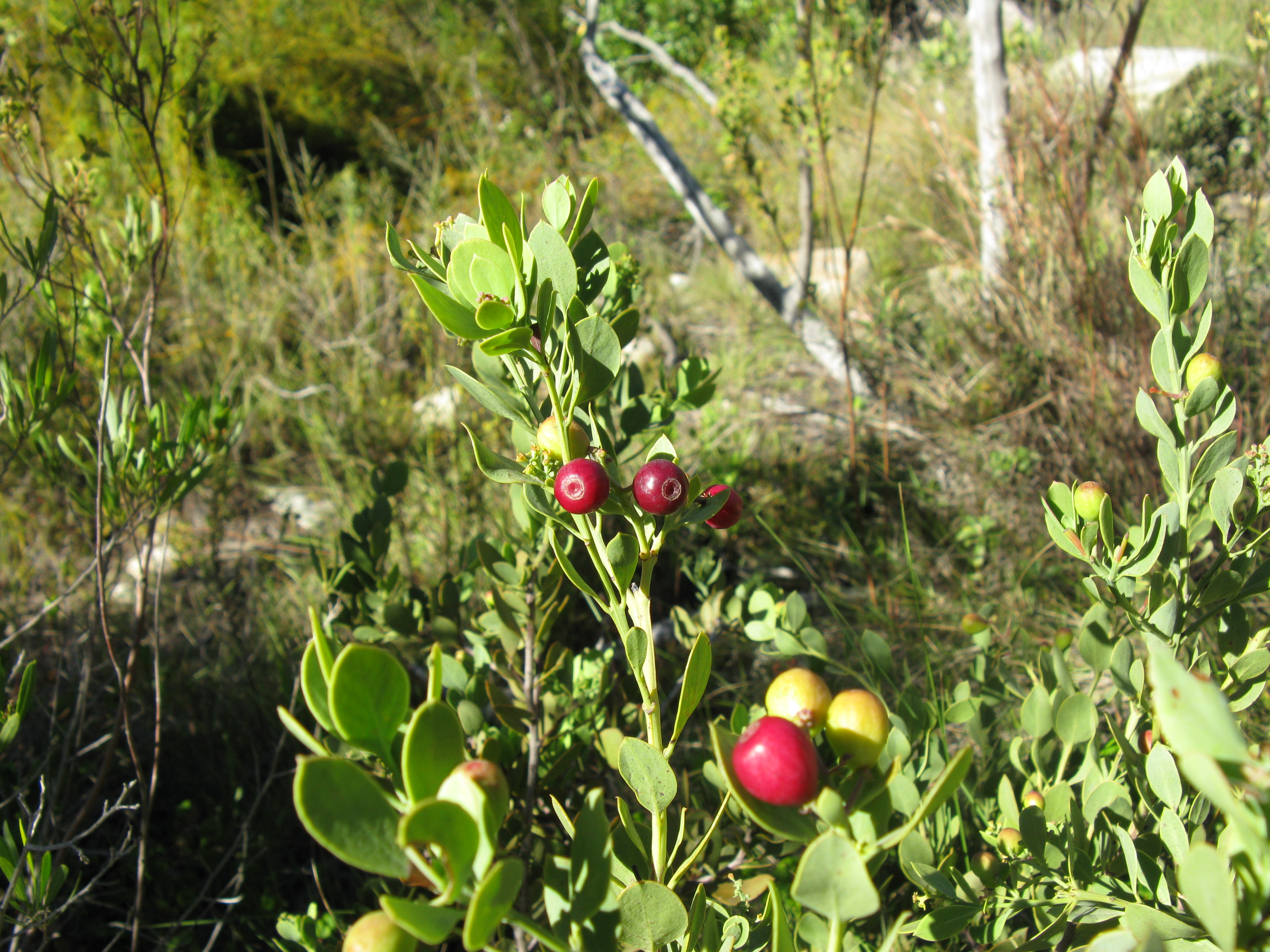
Vista de la planta

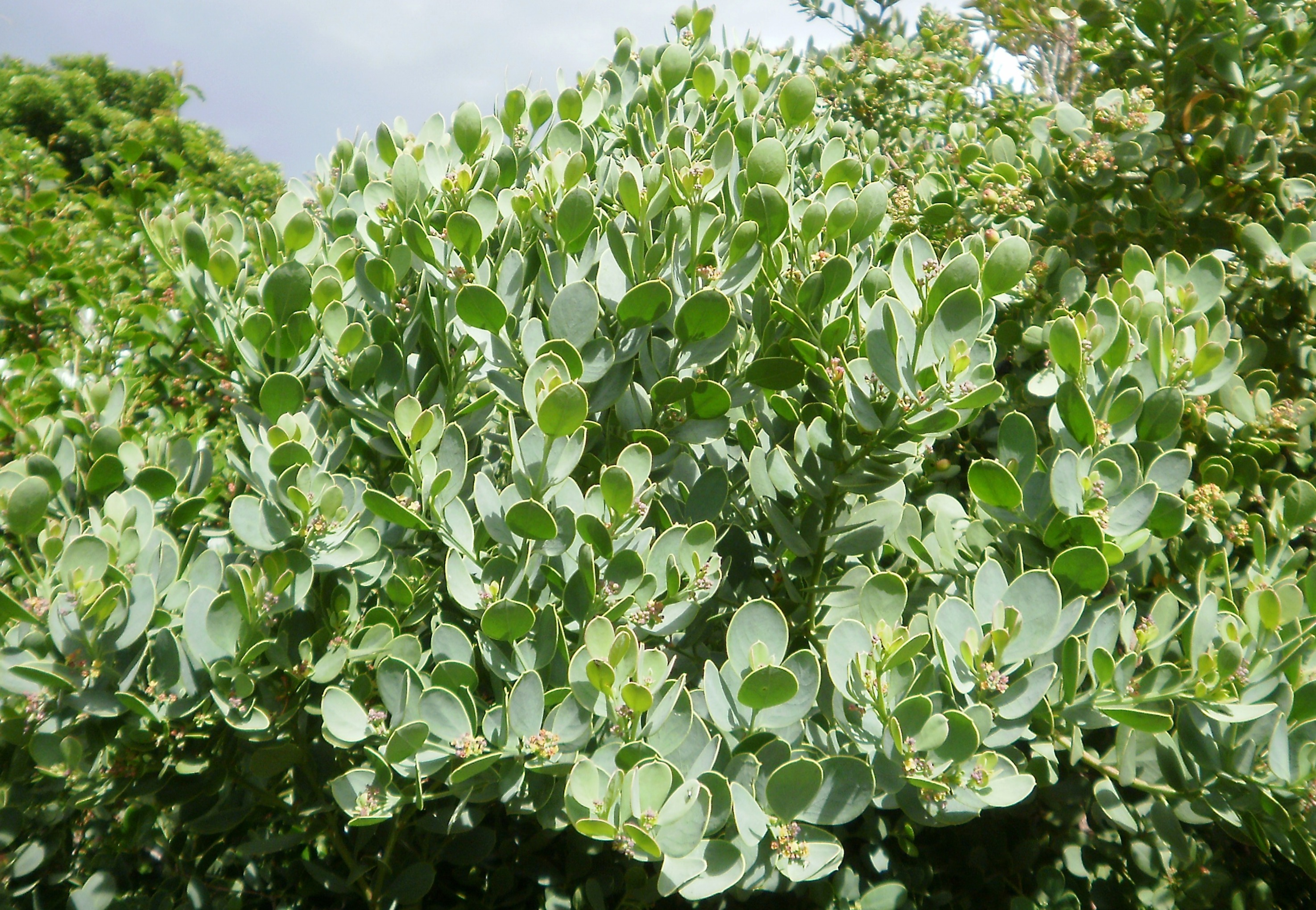
Vista de la planta

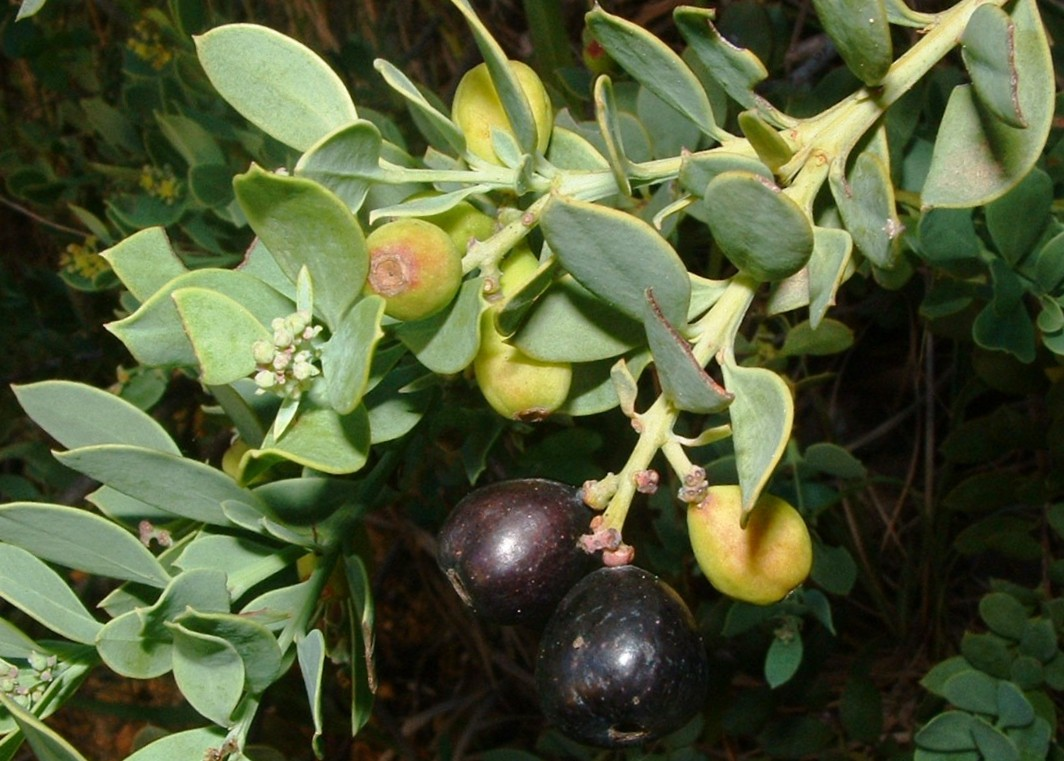
Vista de la planta

## Descripción
Osyris compressa es un arbusto o árbol pequeño de hasta 5 metros de altura, a pesar de que un tamaño más típico de una planta que crece al aire libre sería de 2 o 3 metros. Las hojas son opuestas, decusadas, azul-verdosa con un color grisáceo, elípticas, por lo general alrededor de 20-50 mm, con márgenes engrosados. La inflorescencia es terminal en forma de panícula, teniendo pequeñas, y ligeramente perfumadas, flores bisexuales. Las flores son de color verde y poco espectaculares, pero aparecen durante gran parte del año, lo que atrae a los insectos polinizadores de diversos tipos. El ovario tiene cuatro óvulos, pero el fruto es una drupa de una sola cabeza esferoide alargada.  Los frutos son de colores, avanzando primero de azul verdoso a rojo brillante, y luego a morado o negro brillante a medida que maduran,  la maduración se produce a ritmos diferentes, por lo que la combinación de los colores sucesivos pueden ser muy llamativos.

## Distribución
La especie se encuentra principalmente en Sudáfrica, donde se producen desde los fynbos costeros en la región de la Península del Cabo, en el oeste, y a lo largo de la costa sur y hacia el este de África tropical.

## Reproducción y ecología
Osyris compressa es una planta resistente y adaptable que puede soportar el calor, las heladas y los vientos. Crece rápido y sobrevive en suelos arenosos pobres, incluso en las dunas costeras, donde puede jugar un papel importante como barrera contra el viento y la arena vinculante. Son monoicas, con flores bisexuales, y de polinización cruzada y autofértil, por lo que la especie produce semillas fértiles prolíficamente. Comienza a dar sus frutos cuando aún es muy joven, y las semillas en abundancia las produce prácticamente durante todo el año. El fruto atrae a una gran variedad de aves y mamíferos.
Osyris compressa, al igual que muchos miembros de la familia Santalaceae, explota una estrategia hemiparásitas ecológica para complementar su suministro de nutrientes, especialmente en condiciones de sequía o suelos pobres. Sus raíces forman haustorios que aprovechan las raíces de las plantas cercanas y extraen su savia. Aunque Osyris compressa las plantas pueden crecer sin hospedero, este hábito le ayuda a florecer en las arenas costeras relativamente pobres.  En este sentido Osyris compressa se asemeja a algunas plantas hemiparásitas de otras familias relacionadas como Nuytsia floribunda en la familia Loranthaceae.
El ser ella misma parásito no protege a Osyris compressa de otros parásitos, varias especies de muérdago en el género Viscum (actualmente reconocidos como miembros de la misma familia que Osyris, es decir, Santalaceae ) a menudo parasitan sus ramas. Además, dado que Osyris compressa en sí es un parásito de las raíces, es interesante notar que, a su vez puede ser anfitrión de otro parásito de la misma familia, Thesidium fragile posiblemente relacionado. 
Al ser un arbusto denso de muchas hojas, flores discretas, y frutos comestibles, Osyris compressa es de suma importancia como refugio y alimento para muchos animales. De estos, probablemente, el más conocido es la mariposa Mylothris agathina, un miembro de la familia Pieridae. Osyris compressa no es la única fuente de alimento para Mylothris agathina, pero probablemente es la más importante en algunas regiones.

## El cultivo deOsyris compressa
Esta planta es muy popular en los jardines de la costa como planta ornamental. Crece en dunas costeras y debido a su hábito de crecimiento vigoroso y compacto, puede encontrase en forma de seto. También produce atractivos y multicolores frutos durante todo el año con los que se ornamentan a sí mismos y atraen aves frugívoras.
Osyris compressa se puede propagar por semilla.

## Usos
Osyris compressa se utiliza en los programas para estabilizar las dunas costeras.
Las hojas y la corteza se usan para el bronceado. La madera es de alta calidad y de grano fino, pero rara vez produce la planta troncos o ramas lo suficientemente grandes para la mayoría de usos. Aunque no parece ser el cultivo más activos de la planta, parece ser de interés como fuente de incienso y el aceite esencial de la misma manera que el sándalo.
La carne de las bayas es la parte comestible y forma parte de la dieta de los aborígenes khoikhoi, se consumen frescas y conservadas como la pasta seca. Promete poco como una fruta popular para los occidentales sin embargo, tiene un "sabor amargo de cosquilleo", según algunos informes.
Un extracto de la corteza hervida se ha utilizado para aromatizar el té.

## Taxonomía
Osyris compressa fue descrita por Alphonse Pyrame de Candolle y publicado en Prodromus 14: 634, en el año 1857.
Sinonimia
- Colpoon compressum P.J.Bergius
- Fusanus compressus L.
- Fusanus compressus Lam.
- Thesium colpoon L.f.[8]